# 槙野旦
槙野 旦（まきの ただし、4月13日 - ）は、日本の男性声優。岡山県出身。ネクシード預かり所属。現芸名は槇野 晃太郎（まきの こうたろう）。

## 経歴
文学座附属演劇研究所卒業。talk back出身。以前はケンユウオフィスに所属していた。
2025年4月1日に芸名を「槙野 旦」から「槇野 晃太郎」に改名した。

## 人物
趣味はものまね、美術館巡り、ホーミー、歴史研究（中国史・演劇史等）。

## 出演作品

### テレビアニメ
出演時期不明
- ドラえもん（主催者）

2019年
- ブラッククローバー（スムリク）

2020年
- アルテ（薬師）
- ノー・ガンズ・ライフ（ドリーミー）

2021年
- 新幹線変形ロボ シンカリオンZ（整備士）
- BORUTO-ボルト- -NARUTO NEXT GENERATIONS-（水の国の人々）
- 憂国のモリアーティ（市民）

2022年
- SPY×FAMILY（テニスクラブ会員、狙撃手）
- VAZZROCK THE ANIMATION（商人）

2023年
- 便利屋斎藤さん、異世界に行く（ヒドラ）

### ゲーム
- デュエル・マスターズ プレイス（クリスタル・ツヴァイランサー 他）
- ドラゴンクエストX 天星の英雄たち オンライン（2022年、エリーゴ調査員、ジュレド国民2[3]）
- OCTOPATH TRAVELER II（2023年）
- メタファー:リファンタジオ（2024年）

### 吹き替え

#### 映画
- アマチュア（WP記者[4]）
- ウクライナ・クライシス（サマロ・ノストラダムス）
- オッペンハイマー（ストローズの弁護士男〈スコット・グライムス〉[5]）
- くたばれケビン!
- クルエラ
- グレタ GRETA
- ザ・フォーリナー/復讐者（ライス 他）
- シン・アナコンダ（ホアキン）
- Z Bull ゼット・ブル（マーカス 他）
- ソウルの春（オ・ジノ〈チョン・ヘイン〉[6]）
- トワイライト・ウォリアーズ 決戦! 九龍城砦（九索〈チュー・パクホン〉[7]）
- ナイトメア・アリー
- ノエルの日記
- フォードvsフェラーリ
- フライト・リスク（州警察官2[8]）
- フライ・ミー・トゥ・ザ・ムーン[9]
- プロジェクトV（ヴァルチャー 他）
- ペット・セメタリー2（助監督 他）
- マザーレス・ブルックリン（ウィリアム・リーバーマン〈ジョシュ・パイス〉）
- マトリックス レザレクションズ（クィリオン）
- 無双の鉄拳（パク社長）
- リベンジ・クイーン 封神:妲己（四不像）

#### ドラマ
- アストリッドとラファエル 文書係の事件録（弁護士、裁判員 他）
- AND JUST LIKE THAT... / セックス・アンド・ザ・シティ新章
- アンビリーバブル たった1つの真実（イライアス 他）
- アンブレラ・アカデミー シーズン3
- 凍てつく楽園（ルイ 他）
- wecrashed〜スタートアップ狂騒曲〜
- NCIS 〜ネイビー犯罪捜査班 シーズン12、13（パヴレンコ、マイケル 他）
- カウンターパート2/暗躍する分身
- グランパは新米スパイ（エリオネット<ジョン・ゲッツ>）
- ザ・クラウン（侍従、キャスター、エイラード 他）
- ザ・ルーキー 40歳の新米ポリス!?
- スーパーパンプト / Uber -破壊的ビジネスを創った男-（ラリー・ペイジ 他）
- スノードロップ
- ダークネス:ゾウズ・フー・キル
- チャッキー
- ドクター・デス 死を呼ぶ医者
- TOP DOG-勝者の階段-
- ハロー、ジャック!やさしさって、なんだろう?（ペドロ）
- ペンブルックシャー・マーダー 21年目の真実
- ボッシュ: 受け継がれるもの
- 模倣犯（ヤン・ウェンカイ 他）
- ユートピア〜悪のウイルス〜
- ラスト・キングダム シーズン5（ロンヴァルドル）
- リトル・アメリカ シーズン2

#### アニメ
- アバローのプリンセス エレナ（キズィーン）
- オクトノーツと地上のミッション
- カーズ・オン・ザ・ロード
- カルマのラップ・ワールド
- ソウルフル・ワールド
- バズ・ライトイヤー
- ハリエットはスパイ（ロビンソン）
- ボージャック・ホースマン シーズン6（エアドルド）
- レゴ シティ アドベンチャーズ シーズン3、4（モメントス、マコーマック 他）
- ロン 僕のポンコツ・ボット

### ボイスオーバー
- グウィネス・バルトローのグープ・ラボ（サーシャ・ネイト）
- スゴ腕動物ドクター（トニー 他）
- ソフィー: ウエストコーク殺人事件（ジャン・ピエール 他）
- 逃亡者　カルロス・ゴーン 数奇な人生
- バーティーのハイテク・アドベンチャー
- ビッグ・フラワー・ファイト（ラルフ、ニック）
- マーベル・スタジオ アッセンブル（ロブ・インチ）
- マイ・ラブ 6つの愛の物語（アサラム 他）
- ミッキーマウス:ザ・ストーリー
- 野生動物を救え（スティーブ）
- ライジングフェニックス パラリンピックと人間の可能性（ジョニー 他）
- ラスト・バレー・レストーラー: 修理は俺たちに任せろ!（JF・ダニエル・リックW）
- ランニング・ワイルド with ベア・グリルス（ラジオ音声1、番組司会者）

### 映画
- 大怪獣のあとしまつ（声の出演）

### 舞台
- しあわせ学級崩壊『卒業制作』